# سیلویا تالبرگ
سیلویا تالبرگ (انگلیسی: Sylvia Thalberg؛ ۲۶ اوت ۱۹۰۷ – ۹ آوریل ۱۹۸۸) فیلم‌نامه‌نویس اهل ایالات متحده آمریکا بود.
از فیلم‌هایی که وی در آن‌ها نقش داشته‌است، می‌توان به ماه نو و خوشبختی اشاره نمود.